# Lacey Duvalle
Lacey Duvalle, souvent orthographié Lacey DuValle, est une actrice pornographique américaine née le 5 avril 1982 à Washington DC aux États-Unis.

## Biographie
De Washington, Lacey arrive à Los Angeles à six ans. Elle commence sa carrière à 18 ans sous le pseudonyme Pebbles avant d’adopter son nom actuel. Avant d’entrer dans le X elle faisait des études pour devenir infirmière.
En 2000, son premier tournage commença juste deux jours après son dix-huitième anniversaire. Ses débuts à l’écran eurent lieu dans les films pornographiques More black dirty debutantes #27 et Black Cheerleaders #38. Elle devint rapidement une des actrices afro-américaine de premier plan, rejoignant ainsi ses aînées Obsession, Vanessa Blue ou Diana DeVoe. Elle tourne aussi bien des scènes hétérosexuelles qu'homosexuelles.
En mars 2002, un article lui est consacré dans la version américaine de Playboy. En 2008 le rappeur Charles Hamilton lui a fait une chanson.
Au 1er janvier 2009, Lacey Duvalle a tourné dans 80 films, d’après le site IMDb.

## Mensurations, tatouages et poitrine
Elle mesure 1,57 m (ou 1,60 m) pour 48 kg (au début de sa carrière ; elle a ensuite pris un peu de poids) et ses mensurations sont 90D-95-85. Elle porte très souvent de grandes boucles d’oreilles en anneaux, dites créoles.
En 2002, elle ne possédait qu’un seul papillon tatoué à droite de son nombril, comme on peut le voir sur ses photos et vidéos de l’époque. Ensuite, à ce premier papillon elle en a ajouté deux autres ainsi que six fleurs. Elle a aussi rajouté un tatouage au poignet droit, au coude droit (une grande croix, assez difficile à voir) et un dernier sur la cuisse droite (une grande rose).
À la suite de ça, elle a subi deux augmentations mammaires successives.

## Récompenses
- 2009 : Urban X Awards - Best POV Sex Scene